# Yolande de Polignac
Yolande Martine Gabrielle de Polastron, hertiginna de Polignac, född i Paris 8 september 1749, död 9 december 1793, var en fransk adelsdam och hovdam, gunstling åt Frankrikes drottning Marie-Antoinette från 1775. Hon var  guvernant till Frankrikes barn 1782–1789.

## Tidigt liv
Yolande var dotter till Jean François Gabriel, greve de Polastron, och Jeanne Charlotte Hérault (död 1752). Hennes fars familj hade hög adlig rang men var vid hennes födelse fattig. Hon uppfostrades i kloster och blev 1765 förlovad och den 7 juli 1767 bortgift med Jules François Armand, greve de Polignac (1746–1817). Även makens familj var fattig men med rang.

## Gunstling
Yolande de Polastron ansågs vara mycket vacker, sofistikerad och charmerande. Då hon år 1775 presenterades för Marie-Antoinette i Versailles blev denna så förtjust att hon genast bjöd henne att flytta till slottet. Då hon svarade att hon inte hade råd, gav Marie-Antoinette hennes make en anställning för att göra det möjligt. 
Hon blev genast en ledande figur i Marie-Antoinettes umgänge, där hon ersatte prinsessan de Lamballe som främsta favorit. Hon valde vem som kunde få träffa drottningen, och hennes inflytande och dominans och det faktum att hela hennes familj drog stor ekonomisk nytta av förbindelsen tilldrog sig avundsjuka och avsky mot både henne och Marie-Antoinette från både hovets och allmänhetens sida. Pornografiska pamfletter från illasinnade cirkulerade, utpekande henne som Marie-Antoinettes mätress, och hon beskylldes för att vara en falsk vän som styrde och dominerade drottningen för att pressa ur henne så många fördelar som möjligt. År 1780 fick hon titeln hertiginna i stället för grevinna genom att hennes make tilldelades denna titel, och år 1782 ersatte hon Victoire de Rohan som de kungliga barnens guvernant, fick en trettonrumslägenhet i palatset och en egen stuga vid drottningens privata hus Petit Trianon, vilket uppväckte en storm av avund vid hovet. 
Hennes äktenskap var ett för aristokratin typiskt resonemangsäktenskap och hon hade länge ett kärleksförhållande med kaptenen för det kungliga gardet, Joseph Hyacinthe François de Paule de Rigaud, greve de Vaudreuil, som möjligen var far till ett av hennes barn. Marie-Antoinette ogillade Vaudreil, vilket kanske bidrog till att de Polastrons inflytande över drottningen minskade under 1785. Marie-Antoinette hade vid denna tid också börjat ogilla familjen Polignacs politiska inflytande efter att de försökt få henne att stödja en politiker, Calonne, som hon själv ogillade.

## Senare liv
Strax före franska revolutionens utbrott stödde hon ultrarojalisterna i kompanjonskap med Marie-Antoinettes svåger greven av Artois och uppmuntrade drottningen att få kungen att avskeda Necker, vilket provocerade fram stormningen av Bastiljen. Hon och resten av familjen Polignac lämnade på kungens begäran omedelbart landet vid revolutionens utbrott 1789 och reste till Schweiz, där hon höll kontakten med Marie-Antoinette genom brev. Louise-Elisabeth de Tourzel övertog då hennes ämbete. 
De Polastron insjuknande under tiden i exil och avled i Österrike kort efter att hon fått höra om Marie-Antoinettes avrättning 1793. Pamfletter cirkulerade som avbildade dödsängeln som kom för att föra bort själen från hennes fortfarande vackra kropp, och hennes skönhet och tidiga död blev en metafor för den gamla regimens försvinnande. Hennes familj förklarade att hon dött av lidande och brustet hjärta; historiker har föreslagit att dödsorsaken kan ha varit cancer eller tuberkulos. 
Yolande de Polastron har i historien fått typifiera det egocentriska slöseriet vid det franska hovet före revolutionen, medan historiker har påpekat att hon i varje fall inte ägnade sig mer åt slöseri än andra favoriter. 
Hon har porträtterats i mängder av böcker, filmer och övrig fiktion.